# Liste der Naturdenkmale in Bosenbach
Die Liste der Naturdenkmale in Bosenbach nennt die im Gemeindegebiet von Bosenbach ausgewiesenen Naturdenkmale (Stand 27. April 2024).

## Naturdenkmale
| Nr.         | Bezeichnung | Lage                                        | Beschreibung                                  | Bild                                    |
| ----------- | ----------- | ------------------------------------------- | --------------------------------------------- | --------------------------------------- |
| ND-7336-399 | Zwei Linden | westlich des Ortes bei der Wolfskirche Lage | Tilia sp., zwei Bäume                         | Direkt Bild zu diesem Denkmal hochladen |
| ND-7336-400 | Fünf Linden | Hauptstraße, bei Nr. 42                     | Tilia sp., fünf von ursprünglich sechs Bäumen | Direkt Bild zu diesem Denkmal hochladen |